# حرية الأديان في الكويت
ينص دستور حرية الأديان في الكويت على حرية العقيدة المطلقة وحرية الممارسة الدينية. وأن الإسلام هو دين الدولة وأن الشريعة الإسلامية هي مصدر التشريع. كان المواطنون منفتحين ومتسامحين بشكل عام مع الجماعات الدينية الأخرى، ولكن الأحداث الإقليمية ساهمت في زيادة التوترات الطائفية بين أهل السنة والجماعة والشيعة. ونص الدستور هو:

## الديموغرافيا الدينية
بين إحصاء عام 2019 أن نسبة المسلمين من السكان 74.57%، بينما شكل المسيحيون 17.93%، و7.84% كانوا من الديانات الأخرى، وهم في الغالب من الهندوس والبوذيين، مع نسبة ضئيلة من الأحمدية.
أشارت إحصاءات عام 2014 أن 259 مواطناً كويتياً مسيحياً يقيم داخل الكويت، إضافة إلى عدد قليل من البهائية. قُدِّر عدد السكان غير المواطنين من الشيعة بحوالي 150,000. بعض مناطق الكويت فيها تركيز ديني عالٍ لديانة أو مذهب معين، لكن أكثرها تضم امتزاجاً دينياً كبيراً.
يقيم في الكويت حوالي 600,000 هندوسياً من غير المواطنين، كما يقدر المسيحيون من غير المواطنين بعدد يزيد على 450,000، إضافة إلى وجود كنائس معترف بها حكومياً منها الكنيسة الرومانية الكاثوليكية والكنيسة القبطية الأرثوذكسية والكنيسة الإنجيلية الوطنية الكويتية والكنيسة الرسولية الأرمنية وكنيسة الروم الأرثوذكس وكنيسة الروم الكاثوليك والكنيسة الأنجليكانية، مع مجموعات مسيحية أخرى صغيرة غير معترف بها. يقيم كذلك حوالي 100,000 بوذي و10,000 سيخي و400 بهائي، والغالبية العظمى منهم من غير المواطنين.

## وضع الحرية الدينية
ينص الدستور على الحرية المطلقة للمعتقد وحرية الممارسة الدينية وعلى أن الإسلام هو دين الدولة، كما يشترط القانون عقوبة السجن على الصحفيين المدانين بتهمة ازدراء الأديان، ويحظر تشويه سمعة الإسلام والشخصيات الدينية اليهودية والمسيحية، بما في ذلك النبي محمد ويسوع. ويحظر القانون المنشورات التي ترى الحكومة أنها يمكن أن تخلق الكراهية أو تنشر الفتنة بين الجمهور أو تحرض الأشخاص على ارتكاب جرائم.
لدى الحكومة دراسات دينية إسلامية في المدارس العامة لجميع الطلاب، ولا يُفرض على الطلاب غير المسلمين حضور هذه الفصول، وتستند كتب التعليم الإسلامي في المدارس الثانوية إلى حد كبير على التفسير السني للإسلام.[بحاجة لمصدر] لا تحدد الحكومة الدين في جوازات السفر أو وثائق الهوية الوطنية باستثناء شهادات الميلاد، كما لا تفرق الحكومة بين السنة والشيعة في شهادات الميلاد الصادرة للمسلمين.
وزارة الأوقاف والشؤون الإسلامية مسؤولة رسمياً عن الإشراف على الجماعات الدينية، وتشبه إجراءات تسجيل الجماعات الدينية وترخيصها الإجراءات المتبعة في المنظمات غير الحكومية. وتعمل الكنائس المعترف بها مع مجموعة متنوعة من الكيانات الحكومية في إدارة شؤونهم. وتشمل هذه وزارة الشؤون الاجتماعية للحصول على تأشيرات وتصاريح إقامة لرجال الدين وغيرهم من الموظفين، ووزارة الخارجية وبلدية الكويت للحصول على تصاريح البناء والشواغل المتعلقة بالأراضي، ووزارة الداخلية لحماية أمن أماكن العبادة بأفراد الشرطة. تفرض الحكومة حصصاً على عدد رجال الدين والموظفين الذين يمكن للمجموعات الدينية المعترف بها رسمياً أن تجلبهم إلى البلاد. 
تدير المحاكم الدينية قانون الأحوال الشخصية، ويتبع الشيعة فقههم في مسائل الأحوال الشخصية وقانون الأسرة من الدرجة الأولى ومستوى الاستئناف. وافقت الحكومة عام 2003 على طلب شيعي بإنشاء محكمة نقض للإشراف على قضايا الأحوال الشخصية الشيعية، ولم تُنشأ المحكمة بعد، وتدير جمعية إسلامية مستقلة الأوقاف الدينية الشيعية.